# كرادي
الكرادي هو أضخم أنواع الأغنام العراقية، يعيش في المناطق الجبلية ومنتوجه من الصوف أكثر منه في الأنواع الأخرى، يتراوح وزن فروته بين 3 و4 كيلوات، ولون وجهه وأطرافه العالية من الصوف الأسود في الغالب، يُربّى في محافظات شمال العراق وخصوصاً إقليم كردستان والأغنام الحمدانية هي نوع مُحسَّن من الكرادي.